# Mesg

mesg — UNIX-утилита, управляет доступом на запись для терминала данного пользователя. Обычно используется для разрешения или запрета другим пользователям писать на терминал данного пользователя.

## Использование
```
mesg [y|n]
```

## Параметры запуска
y
Разрешить другим пользователям доступ на запись к вашему терминалу.
n
Запретить доступ на запись к вашему терминалу.
Если никакие опции не указаны, то mesg отображает текущий статус доступа к вашему терминалу.
Mesg считает, что к терминалу подключено устройство стандартного ввода. Это также означает, что если вы вошли в систему несколько раз, то вы можете получать/устанавливать статус mesg для разных сессий, используя перенаправление, например:
% tty
```
/dev/tty1
% mesg < /dev/tty2
is y
% mesg n < /dev/tty2
% mesg < /dev/tty2
is n
% mesg
is y
```

## mesg в различных ОС
В Debian GNU/Linux программа mesg находится в пакете sysvinit-tools (System V init).